# Костел Святої Ганни (Мосар)
Костел Святої Ганни (біл. Касьцёл Сьвятой Ганны) — католицький храм у селі Мосар, Глибоцького району. Побудований у 1792 р. з цегли, розташований в центрі села. Пам'ятник архітектури класицизму.

## Історія
Костел був фундований Робертом і Ганною з Платерів Бжостовськими і названий на честь останньої. Храм зведений в неокласицистичному стилі, прямокутній у плані формі. Освячений у 1851 р. віленським єпископом Вацлавом Жилінським.
Кількість віруючих у 1929 році становила понад 5700 чоловік.

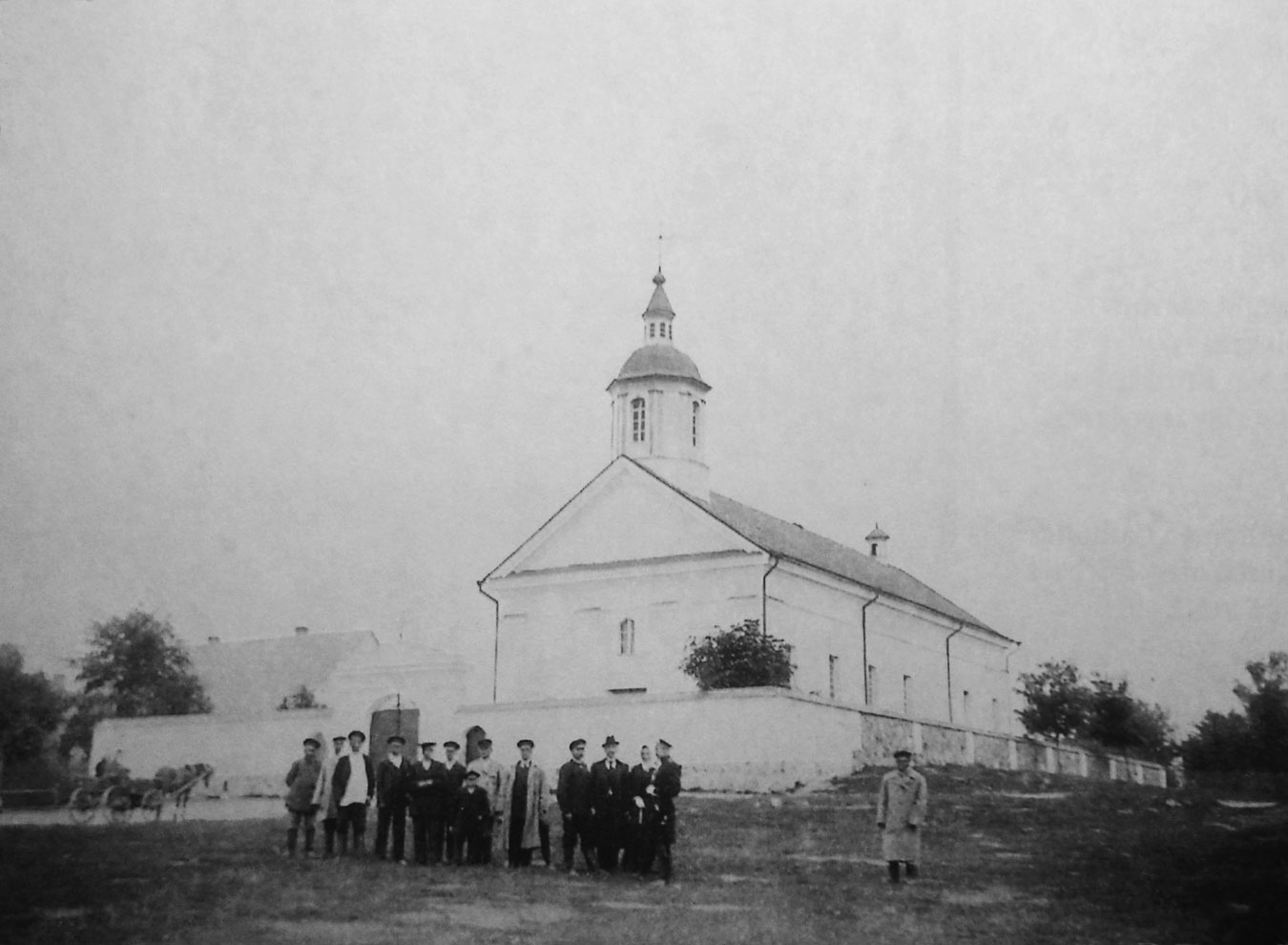
Мосар на початку 20 ст., фотографія Яна Балзункевича

У 1945-1946 рр. богослужіння в храмі вів о. Болеслав Гаймар, у 1948-1954 рр. — Річард Стагандаль з Параф'яново, в 1954-1961 рр. — Михайло Сухаревич, який повернувся із сибірського заслання. До 1988 року постійного настоятеля не було, потім прихід прийняв Владислав Завальнюк. З 1990 року в Мосар призначений ксьондз Юозас Булька.
Будівля костелу була реставрована в 1922 році і 90-х рр. Перед останньою реставрацією були знищені рештки засновників костелу, що знаходилися в костьольному підвалі. На вшанування їх пам'яті ксьондз Юозас Булька поруч з храмом встановив дерев'яну скульптуру Ісуса. Також ксьондзом закладений дендропарк із рідкісними рослинами, безліччю квітів, фонтанами та садом каменів.
У 2004 році на вершині пагорба, який знаходиться на сході села, був встановлений 23-метровий хрест, який є найвищим в Білорусі і помітний за 15 км навколо в ясну погоду. Хрест був встановлений на честь 490-річчя села завдяки зусиллям священика Ю. Бульки.
15 серпня 2005 року поблизу стіни костелу, при великій кількості віруючих урочисто освячено пам'ятник Іоанну Павлу II.

## Архітектура
Пам'ятник архітектури класицизму. Вирішений прямокутним об'ємом під 2-скатним дахом. Головний і бічні фасади завершені високими трикутними фронтонами, розбиті на 3 частини канелюрованими пілястрами, прорізані в центрі прямокутним дверним і арочним віконним прорізами, з боків декорований квадратними панелями надарковими екседрами зі скульптурами святих. Бічні площинні фасади ритмічно розчленовані прямокутними віконними прорізами в лиштвах.
Зала перекрита дзеркальним склепінням. Стіни по периметру розмежовані канелюрованими пілястрами й оперезані потужним антаблементом з карнизом із дентикулами і фризом, декорованим тригліфами і вишуканим стуковим рослинним орнаментом. Плоска вівтарна стіна розчленована канелюрованими пілястрами, між якими в центрі великий образ «Розп'яття». Бічний вівтар вирішений 4-колонним портиком з антаблементом з ангелами; в центрі ікона «Богоматір Одигітрія» (XVIII ст.) По периметру інтер'єру над вікнами у прямокутних плакетках 14 сюжетних горельєфних пано-стацій на тему «Хресний шлях Христа» (межа XVIII-XIX ст). На кансольному балконі-хорах з трильяжним парапетом встановлений орган.

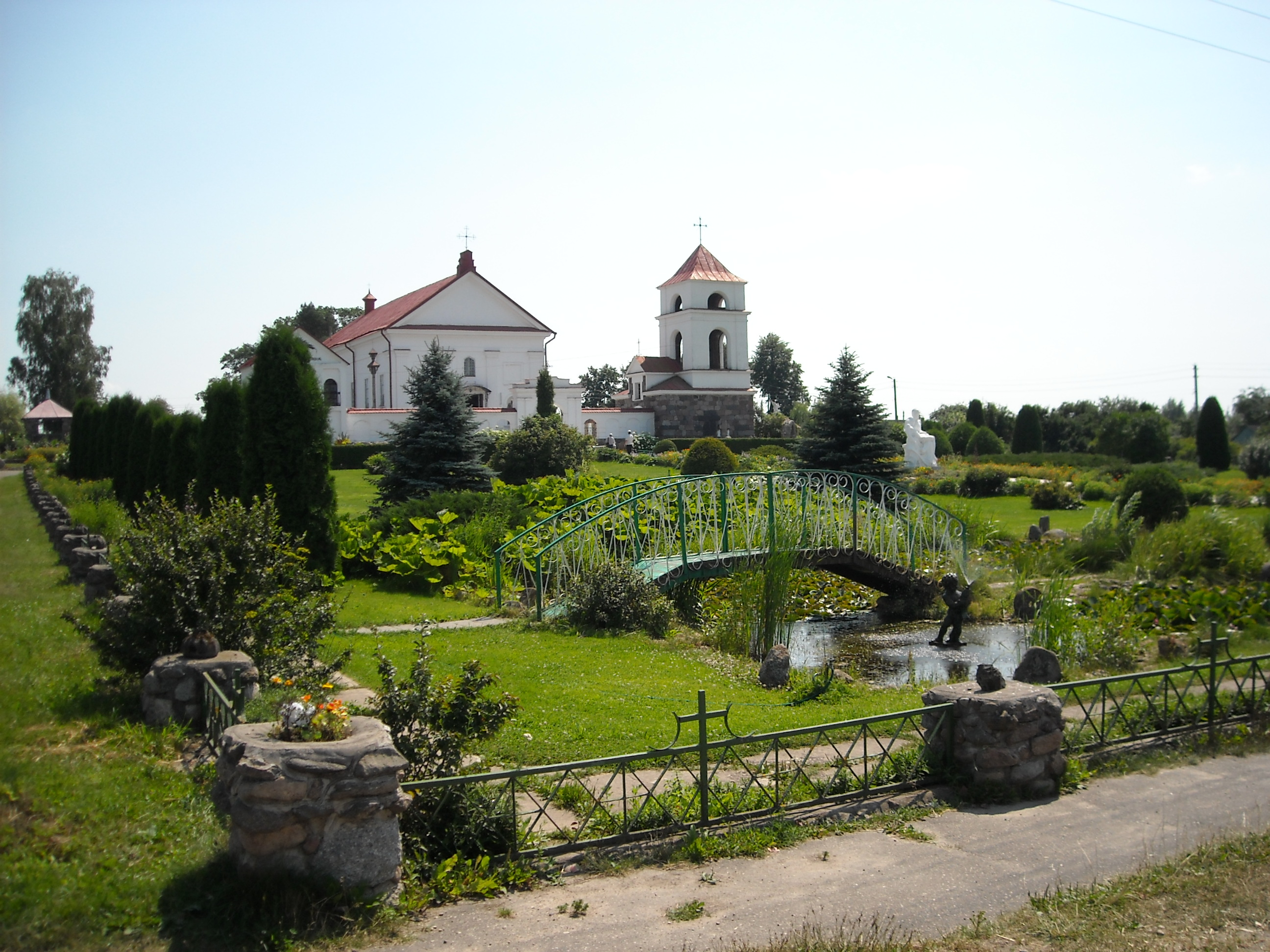
Парк перед костелом

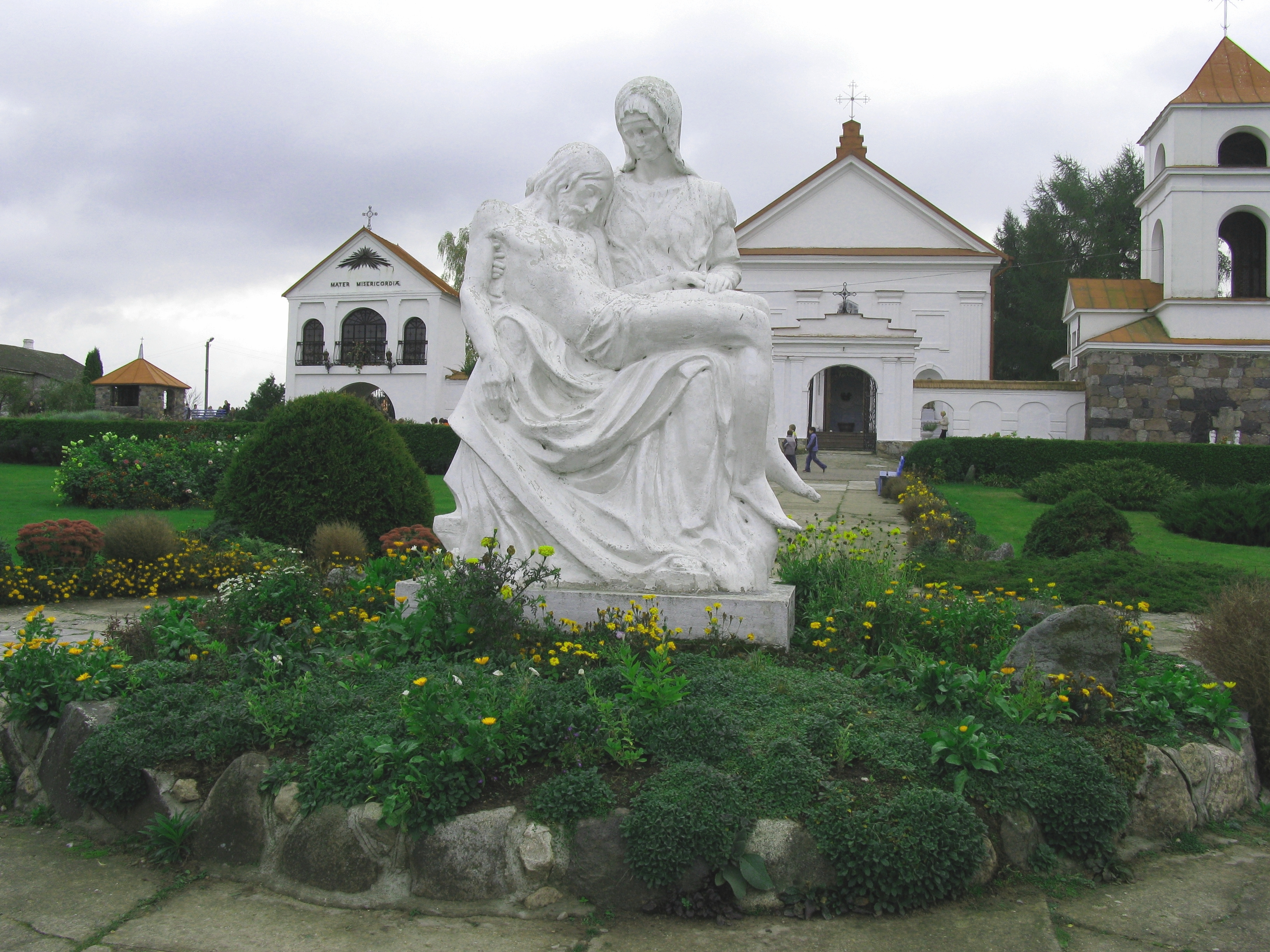
Мосарська П'єта

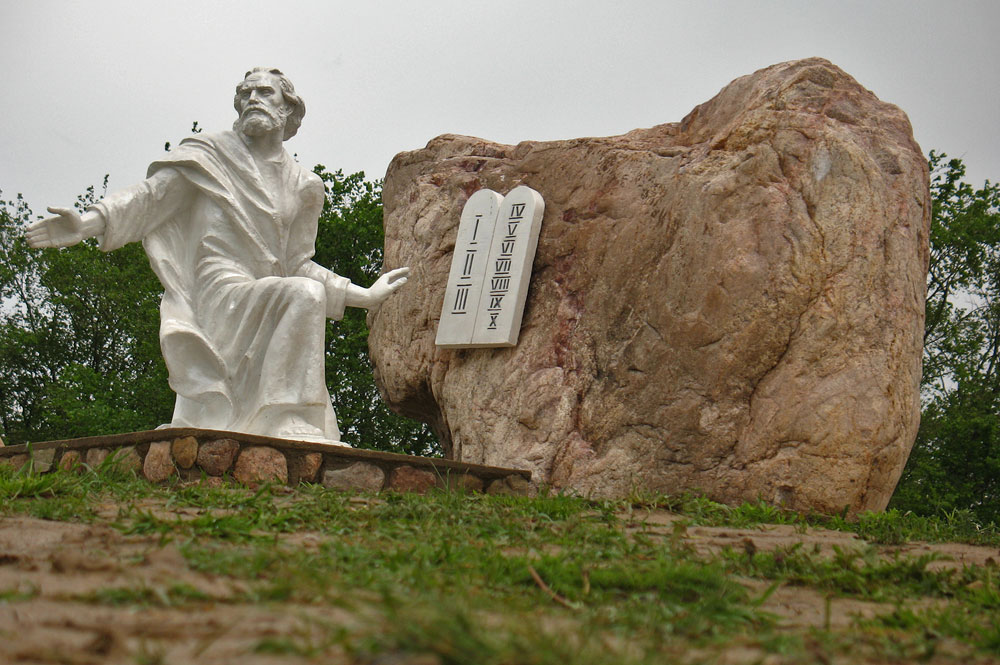
Скульптура в парку

Костел оточений кам'яною аркатурною огорожею-муром з воротами і 3-ярусною шатровою дзвіницею, яка була зведена в 1931 р. із цегли та побутового каменю на місці дерев'яної кінця XIX ст. У 1997 році серед кам'яної огорожі з лівого боку побудована двоповерхова прямокутна в плані каплиця Богоматері Остробрамської під двосхилим дахом. 3 правого боку огорожу фланкірує триярусна чотиригранна шатрова дзвіниця; 1-й ярус із побутового мурування, верхній — цегляний, оштукатурений, з арочними прорізами. Кам'яна арочна брама огорожі завершена ступінчастим аттиком, крапована пілястрами та профільованим карнизом. Зусиллями ксьондза-прелата Ю. Бульки на території костелу розбитий парк, перед храмом поставлена копія скульптури Мікеланджело «П'єта», створений грот Божої Матері, споруджено 14 стацій страждань Христа та ін.

## Мощі Св. Юстина
У костелі знаходяться з 1838 р. мощі Святого Юстина. В архіві збереглися документи про освячення храму, автентичність реліквій Св. Юстина, а також про встановлення свята Св. Яна. У 1851 році віленським єпископом Вацлавом Жилінським реліквії опечатані і, згідно з відповідними документами, поміщені в дерев'яну з посрібленою бляхою похоронну труну, в якій висвітлюються верхня і передня частини і яка обшито зсередини шовковою тканиною. На труні колись стояли дві постаті ангелів посріблених і дві з жерсті, а також корона. До 1928 року чудотворні мощі перебували на головному вівтарі. В наші дні перенесені в бічну каплицю і поміщені біля вівтаря Богоматері.